# Dysstroma passeraria
Dysstroma passeraria là một loài bướm đêm trong họ Geometridae.